# بيرت غيليت
بيرت غيليت (بالإنجليزية: Burt Gillett)‏ هو كاتب سيناريو ورسام رسوم متحركة ومخرج رسوم متحركة أمريكي، ولد في 15 أكتوبر 1891 في إلميرا في الولايات المتحدة، وتوفي في 28 ديسمبر 1971 في لوس أنجلوس في الولايات المتحدة.

## وصلات خارجية
- بيرت غيليت على موقع IMDb (الإنجليزية)
- بيرت غيليت على موقع ألو سيني (الفرنسية)
- بيرت غيليت على موقع أول موفي (الإنجليزية)
- بيرت غيليت على موقع قاعدة بيانات الأفلام السويدية (السويدية)
- بيرت غيليت على موقع قاعدة بيانات الفيلم (الإنجليزية)
- بيرت غيليت على موقع كينوبويسك (الروسية)